# Pulmoll (pastille)
La Pastille Pulmoll est un bonbon à base de miel et de menthol réputé bénéfique pour les voies pulmonaires.

## Historique
La Pulmoll a été inventée en 1926 par Victor Hélin, pharmacien à Châteauroux (également créateur de la quintonine) sous la forme d'un sirop à base de miel et de menthol.
Après 1945, la pulmoll prend la forme d'une pastille et passe à une production industrielle sous la direction de ses gendres Jacques Lafarge (1907-1997) et Jacques Lacour.
En 1976, les laboratoires Lafarge sont repris par Sanofi et la production de la pastille Pulmoll est transférée à Amiens.
Dans le domaine publicitaire, la pastille Pulmoll a fait l'objet d'une iconographie très variée, la marque a d'abord été représentée par un canard, elle a fait aussi l'objet de nombreuses publicités radiophoniques et télévisées ,,.
Actuellement, les pastilles Pulmoll, toujours en boites métalliques rouges de 75 g + d'autres saveurs (orange, citron, fruits rouges ou menthe/eucalyptus) en boites métalliques de 45 g sont commercialisées en pharmacie par la société OTC Concept.